# 馬屎洲

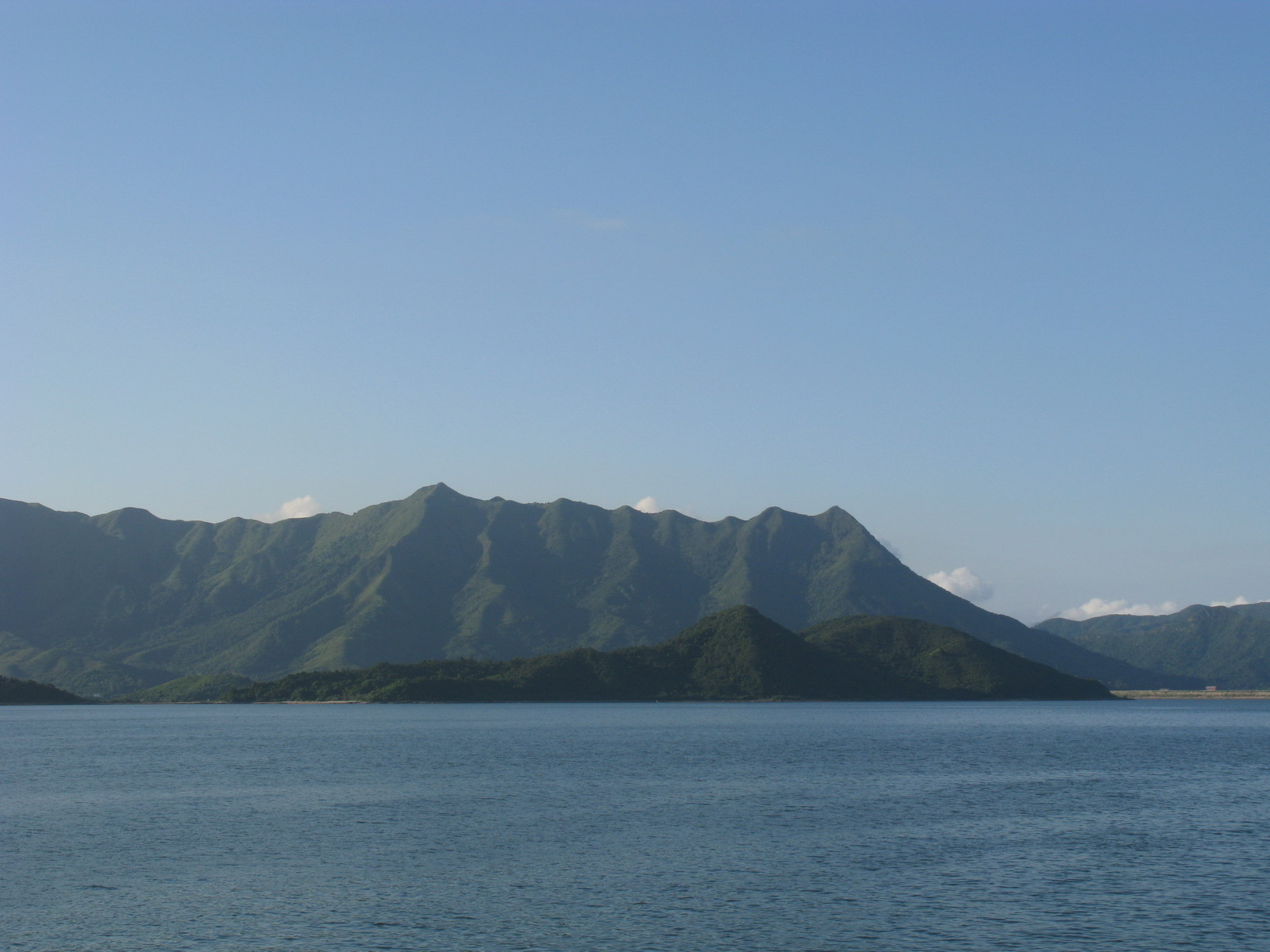
馬屎洲（前方島嶼）及八仙嶺（後）

馬屎洲（英語：Ma Shi Chau）位於香港新界東北部，是大埔區吐露港內的一個小島。馬屎洲跟鹽田仔由一沙洲連接，連接點為該島西面的水茫田與鹽田仔東面的門樓頸。三門仔新村至沙洲全程為石鋪的路或樓梯，在往沙洲的方向有兩個分岔路，兩個分岔路都要選擇左方，沿途有很多墳墓。1999年4月9日，由於馬屎洲擁有香港境內罕有的連島沙洲和潮汐生態，故此香港政府把它與鄰近的洋洲、丫洲和一個位於鹽田仔聯益新村東北海面的一個未命名小島合稱馬屎洲特別地區，而馬屎洲則為該特別地區中最大的島嶼。當地的岩石因此受保護（例：二疊紀形成的沉積岩）。
由於馬屎洲有一連島沙洲，故此遊人不需乘船前往。但於大雨或潮漲時，連接著鹽田仔的沙洲會被海水淹蓋，直至1990年代，於沙洲上堆放了一些大石，大雨不能連接的問題就得以解決，馬屎洲已基本上與大陸連接了。

## 得名
馬屎洲因地形酷肖一匹馬在大便的形態而得名。 1928-1936年地圖曾稱No Kot Chai，1937年起地圖改稱此島為馬屎洲。

## 水茫田
具特殊科學價值的馬屎洲水茫田，2008年被揭發遭人違規興建墳場遠福園，地政總署已在2011年下令清拆未經批准的建築物，期限在2012年2月28日屆滿，香港蘋果日報記者在2012年2月29日到現場視察，發現該處約有50個墓穴已有先人入土，並沒清拆迹象。香港地貌岩石保育協會宣傳及公關蔡慕貞表示，該處已被嚴重破壞，墓園前的貝殼灘難以恢復原貌。

## 注腳
1. ↑  地政總署測繪處. . 地政總署. 2007. 962-567-179-X.
2. ↑  .   [2022-05-25]. （原始内容存档于2022-06-02）. （页面存档备份，存于）
3. ↑  地質公園非法墳場　政府懶理 （页面存档备份，存于） 蘋果日報 (香港). 2012年03月01日.

## 外部連結
- 新界東北及中部—027 馬屎洲

- 大埔地質教育中心